# Гьер (озеро)
Гьер (фр. Lac de Guiers) — пресноводное озеро на севере Сенегала в областях Луга и Сен-Луи в верхней дельте реки Сенегал, самое большое озеро страны.

## История
В разное время территория озера входила в состав королевств Текрур (IX—XIII века), Ваало (1287—1855) и империи Джолоф (XIV—XIII века). На западном берегу озера располагалась третья и последняя столица королевства Ваало, где сейчас находится деревня Ндер. Одно из исторических названий озера — Панье-Фуль (фр. Panier Foule), или Паниа-Фули (фр. Pania Fuli), фр. Fulɓe; фр. Peul или Peulh, по названию народа фульбе.

## География
Озеро Гьер находится у границы с Мавританией, примерно в 10 км к юго-западу от города Ришар-Толь. Оно занимает центр обширной природной впадины длиной 50 км. Длина самого озера — 35 км, ширина — 8 км. Озеро довольно мелководное, как и большинство африканских озёр Сахеля, его глубина не превышает 2,5 м. Средняя глубина 1,3 м. Озеро питается от реки Сенегал, с которой оно соединено рекой Тауэ, а также дождевой водой долины Ферло.

## Экономика
Гьер — единственный пресноводный резервуар в регионе, в частности, водоём обеспечивает столицу Сенегала Дакар, он источник 30 % воды, потребляемой в Дакарской агломерации. Вода перекачивается по подземным трубопроводам длиной 300 км. В 1985 году на реке Сенегал была построена плотина Диама (Сенегал), затем в 1987 году — плотина Манантали (Мали), которые увеличили глубину и облегчило ирригацию.
Берега озера традиционно обрабатываются и довольно плодородны. На север простираются поля промышленного производства сахарного тростника. В крестьянских хозяйствах выращиваются рис и сладкий картофель. Рыболовство на озере также является значительным видом деятельности, обеспечивая около 2 тыс. тонн рыбы в год.

## Биология
Гьер признано ключевой орнитологической территорией организацией BirdLife International. Ключевыми видами являются малый фламинго (Phoeniconaias minor), каравайка (Plegadis falcinellus), обыкновенная колпица (Platalea leucorodia), белая колпица (Platalea alba), белокрылая болотная крачка (Chlidonias leucopterus) и речная приния (Prinia fluviatilis).